# Silvano Chinni
Silvano Chinni (Loiano, 9 marzo 1946 – Bologna, 6 agosto 2011) è stato un pittore e scultore italiano.

## Biografia
Si diploma nel 1969 presso l'Accademia di belle arti di Bologna, dove ha insegnato, dal 1970, Storia dello Spettacolo e Storia dell'architettura teatrale. Negli anni settanta ha esperienze analitico-concettuali, volte alla destrutturazione del codice pittorico tradizionale. Si esibisce in mostre personali, a Bolzano nel 1975, a Firenze e a Bologna nel 1976, Padova, Firenze e Napoli nel 1978.
Nel 1975 è invitato alla X Quadriennale di Roma. Espone inoltre in rassegne a Forlì, presso la Galleria Comunale d'Arte Moderna e Contemporanea, Palazzo Albertini (1977); a Ferrara, Galleria Comunale d'Arte Moderna, Palazzo dei Diamanti e a Malo (Vicenza), nel Museo Laboratorio Casa Bianca (1978).
Dal 1978 i suoi oggetti e le sue pitture, relazionati tra loro in particolari ambientazioni, evidenziano nell'uso di materiali e nelle tecniche diversificate luoghi e stili, ripresi dal dizionario della storia dell'arte, dove l'enigma sollecita risposte all'immaginario, in un viaggio mentale ormai privo di centro: Suicida-to (1978) e Trip (1979), sono lavori esposti presso la Galleria Fabjbasaglia di Bologna, nel 1980.
L'oggetto-pittura Pieghevole da viaggio, del 1979, dà inizio ai manufatti di pittura tridimensionale, caratterizzanti la produzione dell'autore negli anni ottanta, dove il telaio, persa la funzione di supporto inerte, non si adatta più al formato del quadro, ma alla forma dell'opera. Tali opere saranno presentate in rassegne a Gavirate, Chiostro di Voltorre e a Suzzara, Galleria Civica d'Arte Contemporanea (1980); al Centro Cantoni di Legnano (1981), L'oggetto manifesto, ovvero la nuova scultura italiana. Opere analoghe verranno presentate, nel 1981, in una personale dal titolo Gonfio d'azzurro, allo Studio Cavalieri di Bologna.
Memore dell'esperienza precedente, Silvano Chinni dal 1982 al 1985 costituisce, con Adriano Avanzolini e con Giovanni Mundula, il gruppo artistico La pittura a tre facce, che anticipa future istanze di oggettualità pittorica.
La prima mostra del gruppo La pittura a tre facce, ovvero La nuova dimensione plastica, viene inaugurata nel 1982, a Bologna, nell'Ex Magazzino del Carbone: uno spazio utilizzato per l'arte per la prima volta per quell'occasione. Seguirà una serie di esposizioni, in gallerie pubbliche e private, curate dagli stessi artisti, tra le quali quella di Ferrara, presso la Galleria Comunale d'Arte Moderna, Palazzo dei Diamanti (1983); di Bologna al Circolo Artistico ITERARTE (1984); di Suzzara, Galleria Civica d'Arte Contemporanea (1985).
Il lavoro della seconda metà degli anni ottanta si caratterizza per una marcata preferenza della superficie sagomata a pieno campo, in graduale sostituzione dell'elemento segnico-plastico precedente.
Silvano Chinni espone nel 1986, alla personale Viaggiatore solitario, alla Galleria Comunale d'Arte Moderna di Bologna; a Padova, alla XIV Biennale del Bronzetto, nel 1997; alla Triennale di Bologna a Villa delle Rose, Linea della ricerca artistica, 1965-1995. Espone ancora alla Triennale di Bologna nel 2000: Questione di segni, presso le Sale Museali del Baraccano. Nel 1992 la Fondazione cardinale Giacomo Lercaro acquisisce nella sua raccolta l'opera Frattura, del 1988.
Le persistenti trasformazioni Spazio-Immagine suggeriscono all'artista, alla fine degli anni ottanta, i Corpi struttura, nei quali prevarrà una componente operativa di sintesi e di rigore nelle declinazioni del corpo, estesa anche al mezzo fotografico. Queste esperienze hanno trovato spazio nelle partecipazioni ad Osaka, alla Triennale '92 per la Scultura e alla Triennale '93 per la Pittura. Nel 2002 ha la personale Corpus, oris, anche le declinazioni del corpo, presso la Galleria Comunale d'Arte Contemporanea di Castel San Pietro Terme.
Nel 2004 le collezioni permanenti del MAGI '900 di Pieve di Cento (BO) acquisiscono Non sono un cacciatore (1983) e Odisseus (1991).
Sue installazioni-ambiente, con performances: Muta cum figuris (2007), Requiem, in memoria di Ustica (2008), Le vacanze di Odisseo, opera di opere (2012). Altre sue personali-laboratorio sono inaugurate a Bologna, presso le Sale Refettorio dell'Ex Convento di San Mattia dell'Istituto storico Parri: l'artista, oltre a conservare intenzionalità estetiche, già presenti nelle concezioni ambientali a partire dal 1978, propone in modo eclettico opere di periodi differenti, qui riunite sotto un unico contesto tematico-ambientale.
Si è spento il 6 agosto 2011 all'ospedale Maggiore di Bologna, stroncato da un male incurabile che lo affliggeva da un anno.
Nel 2018 l'Assemblea Legislativa della Regione Emilia-Romagna acquisisce nella propria collezione d'arte la scultura Senza titolo, eseguita nel 1996.

## Opere
- Silvano Chinni, La pittura a tre facce, Post peinture-tableau. Indicazioni anni '80, Bologna, 1984.
- Silvano Chinni, Le vacanze di Odisseo, Campanotto Editore, Udine, 2010.[10]